# Tanysphyrus major
Tanysphyrus major — вид жуків родини довгоносиків (Curculionidae).

## Поширення
Вид поширений на сході Росії (на півдні Сахалінської області та на південних Курильських островах), в Японії (на островах Хонсю, Сікоку та Хоккайдо), на південному сході Китаю та на острові Ява.

## Опис
Головотрубка самців та самиць від основи рівномірно вигнута, перевищує довжину передньоспинки (особливо у самиць). Другий сегмент джгутика вусиків самця ширококонусоподібний, вдвічі коротший першого; з третього по шостий сегменти квадратні. Передньоспинка найширша в середині. Надкрила з крутим схилом.

## Екологія
На острові Кунашир личинки цього виду мінують листя лізіхітона камчатського (Lysichiton camtschatcense) на болотистих низинах, сирих лугах та під пологом лісу поблизу струмків.